# Zugnummernmeldeanlage

Zugnummernfelder einer Zugnummernmeldeanlage auf dem Stelltisch eines Relaisstellwerkes

Die Zugnummernmeldeanlage (ZMA, ZNA, ZN) ist eine technische Einrichtung der Eisenbahn. Sie dient dazu, das fernmündliche Zugmeldeverfahren zwischen den Zugmeldestellen zu ersetzen (und damit die Belastung des Fahrdienstleiters zu verringern) und eine automatische Zuglaufverfolgung durch die Leittechnik der Betriebszentralen zu ermöglichen. Darüber ist eine Zugnummernmeldeanlage die Voraussetzung für die Ausrüstung mit Selbststellbetrieb oder Zuglenkung. Es können weitere Anlagen, wie z. B. Heißläuferortungsanlagen oder Reisendeninformationssysteme mit Daten aus der Zugnummernmeldeanlage versorgt werden.

## Funktionsweise
Die Zugnummernmeldeanlage wird im Regelfall nur für Zugfahrten verwendet. Zu Beginn einer Zugfahrt oder bei der Einfahrt in einen mit Zugnummernmeldeanlagen ausgerüsteten Bereich wird der Zug mit seiner Zugnummer über eine alphanumerische Tastatur in die Zugnummernmeldeanlage eingewählt. Während der Fahrt des Zuges schaltet sich die in dem Zugnummernfeld angezeigte Zugnummer selbsttätig von Gleisabschnitt zu Gleisabschnitt und von Stellwerk zu Stellwerk weiter. Hierbei wird im Regelfall der Haltfall der Signale, in seltenen Fällen die Gleisfreimeldung als Fortschaltkriterium ausgewertet. Die Weiterschaltung der Zugnummern zwischen den Stellwerken erfolgt über eine Bus-Verbindung.
Bei mechanischen und elektromechanischen Stellwerken erfolgt die Anzeige der Zugnummern auf einem separaten Monitor. Bei Relaisstellwerken ist die Zugnummernanzeige oft in den Stelltisch bzw. in die Stelltafel integriert. Bei elektronischen Stellwerken erfolgt die Darstellung der Zugnummern auf der Bedienoberfläche des Stellwerks.
Die Zugnummernmeldeanlage ist mit einem Zugnummerndrucker verbunden, der die Zugnummern mit der jeweiligen Abfahrts-, Durchfahrts- oder Ankunftszeit auf den einzelnen Betriebsstellen selbsttätig registriert und fortlaufend ausdruckt. Dieser Ausdruck ersetzt das Führen des Zugmeldebuchs. Bei elektronischen Stellwerken erfolgt die Ausgabe der Zugnummern in einen Speicher, der nur bei Bedarf ausgedruckt wird.

## Ausrüstung in Deutschland
Im Bereich der DB InfraGO (vormals DB Netz) sind nahezu alle Hauptstrecken, aber auch einige Nebenstrecken mit Zugnummernmeldeanlagen ausgerüstet.
Beim Neubau von elektronischen Stellwerken erfolgt standardmäßig die Ausrüstung mit Zugnummernmeldeanlagen. Hierbei werden zusätzlich auch die in den Stellbereich einmündenden Strecken mit entsprechenden Anlagen (Einwahlstellen) ausgerüstet.
Zugnummernmeldeanlagen für Stellwerke in Deutschland wurden von den Firmen Philips (heute Scheidt & Bachmann), Siemens, Standard Elektrik Lorenz (heute Hitachi Rail) und WSSB hergestellt.